# Blanco Encalada (DLH-15)
Il Blanco Encalada (pennant number DLH-15) è stato un cacciatorpediniere della Marina Militare del Cile, in servizio dal 1987 al 2003. Fu costruito originariamente per la Royal Navy nel 1966, e dopo 21 anni di servizio fu venduto alla marina cilena, ed intitolato Manuel Blanco Encalada (1790-1876) primo presidente della Repubblica del Cile.

## Storia
Costruito originariamente per la Royal Navy con il nome di Fife presso il cantiere navale Fairfield S.B. Eng. Co. Ltd di Govan di Govan tra il 1 giugno 1962 e il 9 luglio 1965, ed entrò ufficialmente in servizio a Portsmouth il 21 giugno 1966.  L'armamento originale si componeva di quattro pezzi Vickers Mk.6 da 114/45 mm suddivisi in due impianti binati, 2 lanciamissili quadrupli per missili superficie-aria Short GWS.21 Sea Cat, 1 lanciamissili binato per missili superficie-aria Hawker Siddeley GWS.2 Seaslug Mk.2, 2 complessi trinati per siluri ASW e un elicottero antisommergibile Westland Wessex HAS Mk.3. Alla metà degli anni Settanta del XX secolo la torre B da 114/45 fu sbarcata, ed al suo posto vennero installati quattro contenitori-lanciatori per missili antinave superficie-superficie Aérospatiale MM-38 Exocet, ma in quel periodo la Royal Navy si rese conto che la versione GWS.2 Seaslug Mk.2 sviluppata dalla Hawker Siddeley, che aveva anche limitate capacità antinave, non garantiva più una buona protezione antiaerea alle unità di superficie. Nel giugno 1986 il sistema Seaslug Mk.2 fu sbarcato, sostituito da una grande sovrastruttura chiusa destinata ad alloggiare gli allievi dell'accademia navale che si imbarcavano, e la nave venne adibita a compiti addestrativi.
Il 12 agosto 1987  l'unità fu trasferita all'Armada de Chile ricevendo la designazione di DLH-15 e il nome di Blanco Encalada. Al suo arrivo in Cile il cacciatorpediniere fu subito portato nel cantiere navale ASMAR (AStilleros y Maestranzas de la ARmada) di Talcahuano per subire importanti lavori di modifica.  La sovrastruttura destinata ad ospitare gli allievi fu smantellata, e il ponte di volo allungato fino all'estremità della poppa al suo posto fu installato un hangar e un ponte di volo che potevano ospitare due elicotteri Aérospatiale Alouette III. La nave rientrò in servizio nel maggio 1989. Nel 1991 gli elicotteri Alouette III furono sostituiti dai più grandi Aérospatiale AS.332F-1 Cougar equipaggiati con siluri ASW Honeywell Mk 46 o missili antinave aria-superficie Aérospatiale AM-39 Exocet.
Nel 1996 vennero sbarcati i lanciamissili Sea Cat, sostituiti da due lanciatori verticali a 8 celle per missili superficie-aria IAI Barak 1 associati al radar di tiro Elta EL/M 22R AMDR (Automatic Missile Detection Radar),  e furono installati un sistema di comando e controllo SIS-DFA SP-100, un sistema ESM di provenienza israeliana Elisra 9003 un radar di scoperta aerea Marconi Type 966 in sostituzione del precedente Type 965, un sonar d'attacco ad alta frequenza Kelvin Hughes Type 162M al posto del precedente Type 170, e un sistema di inganno siluri SLQ-25 Nixie.

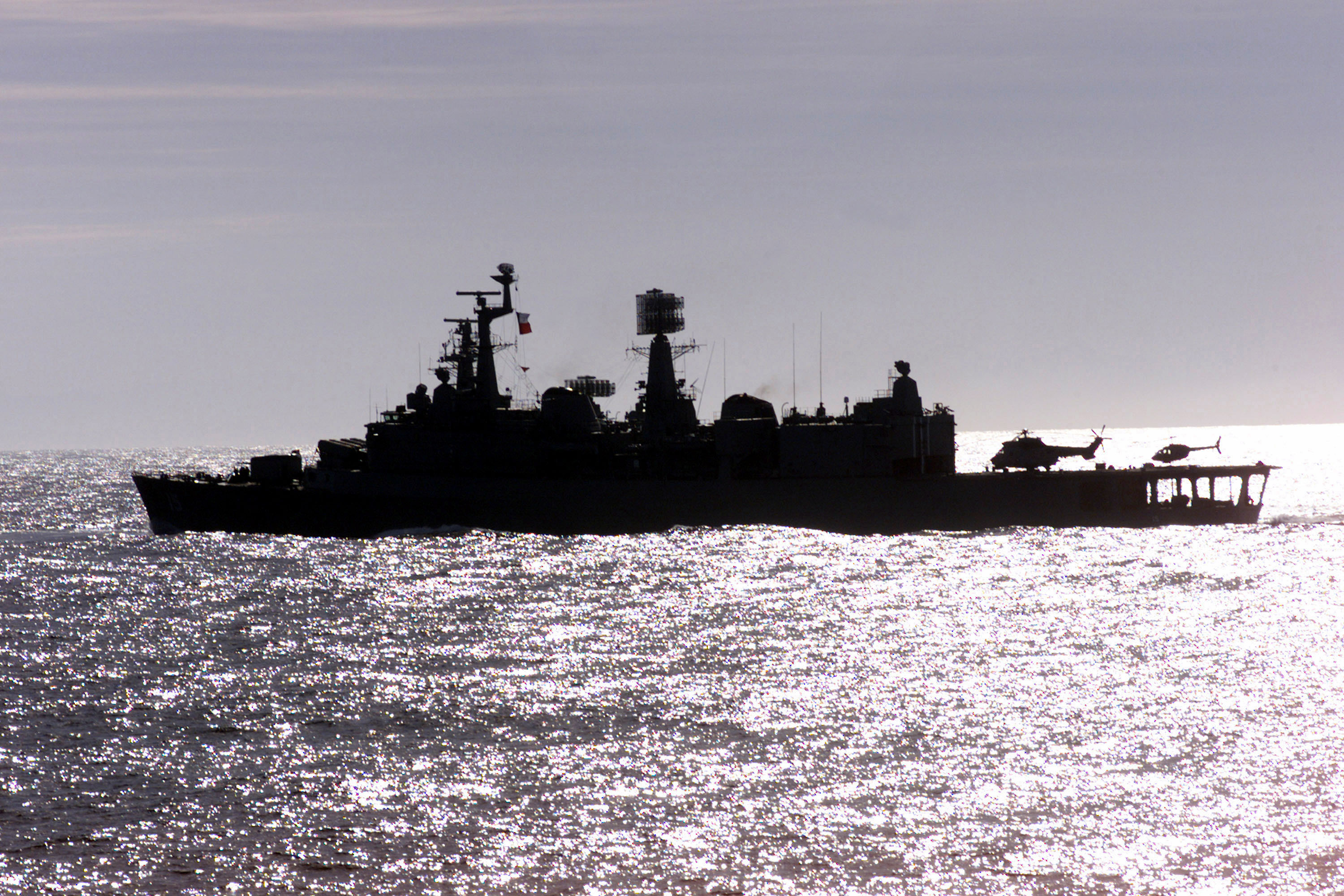
Il cacciatorpediniere Blanco Encalada (DLH 15) in navigazione verso Valparaiso, Cile, al termine dell'esercitazione TEAMWORK SOUTH '99

Il 10 luglio 2001 il Blanco Encalada prese parte, insieme alle unità americane Ticonderoga, un incrociatore lanciamissili e Rodney M. Davis, una fregata,  all'operazione SINKEX. Si trattava di un'esercitazione a fuoco che prevedeva l'affondamento della nave da sbarco La Moure County rimasta gravemente danneggiata il 12 settembre 2000 quando aveva urtato una piccola isola rocciosa sulla costa cilena mentre effettuava una esercitazione congiunta con la similare unità cilena Valdivia. I danni erano stati considerati così gravi da sconsigliarne sia la riparazione che il trasferimento negli Stati Uniti. A tale esercitazione parteciparono anche i similari cacciatorpediniere cileni Almirante Cochrane e Capitán Prat e il britannico Edinburgh.
Radiata dal servizio il 12 dicembre 2003 la nave fu venduta per la demolizione nel novembre 2005 e demolita in Turchia presso il cantiere navale Leyal Gemi Sokum nel 2013.

### Annotazioni
1. ↑  La sigla significa Automatic Data Automation Weapon System.
2. ↑  I dati dell'armamento e dell'elettronica sono riferiti all'entrata in servizio.
3. ↑  Gli elicotteri erano forniti dall'Escuaron de Helicopteros HS-1 di Viña del Mar, equipaggiato con 7 elicotteri ASuW/ASW Aèrospatiale AS.332F-1 Cougar, sei dei quali dotati di radar di ricerca Thomson-CSF Varan, sonar filabile e sistema ESM Thomson-CSF DR 2000U
4. ↑  Si trattava di un missile superficie-aria supersonico a corto raggio con guida semiattiva (SAHR).
5. ↑  Costruito in Cile dal compartimento elettronico dei cantieri navali ASMAR con l'assistenza della ditta inglese Ferranti.
6. ↑  Vennero anche apportate migliorie all'impianto binato da 114/45, ai contenitori-lanciatori per missili Exocet, resi capaci di operare con i più leggeri MM.40, e ai lanciasiluri trinati, ora equipaggiati solamente con siluri Honeywell Mk 46.
7. ↑  Si trattava dell'ex unità statunitense LST-1189 San Bernardino.
8. ↑  Il suo ultimo comandante fu il capitano di vascello Kenneth Pugh Olavarría.

### Fonti
1. 1 2 3 4 5  Chant 2014, p. 210.
2. ↑  Drago, Boroli 1992-94, p. 15.
3. ↑  "Blanco Encalada"[collegamento interrotto]
4. 1 2 3  Colledge, Warlow 2006, p. 126.
5. 1 2 3  Da Frè 2000, p. 65.

### Periodici
- Giuliano Da Frè, L'Armada de Chile nel XXI secolo, in Rivista Italiana Difesa, n. 6, Chiavari, Giornalistica Cooperativa Riviera s.r.l., giugno 2000,  pp. 64-71.